# 维莱欧弗洛
维莱欧弗洛（法語：Villers-au-Flos，法語發音：[vilɛʁ o flo]）是法国上法蘭西大區加来海峡省的一个市镇，属于阿拉斯区。

## 地理
维莱欧弗洛（50°4'52"N, 2°54'12"E）面积5.8 平方千米，位于法国上法蘭西大區加来海峡省，该省份为法国北部沿海省份，西北濒北海，南至索姆省，东临北部省。
与维莱欧弗洛接壤的市镇（或旧市镇、城区）包括：邦库尔、巴拉斯特尔、博朗库尔、阿普兰库尔、里安库尔莱巴波姆、罗基尼、勒特朗卢瓦。

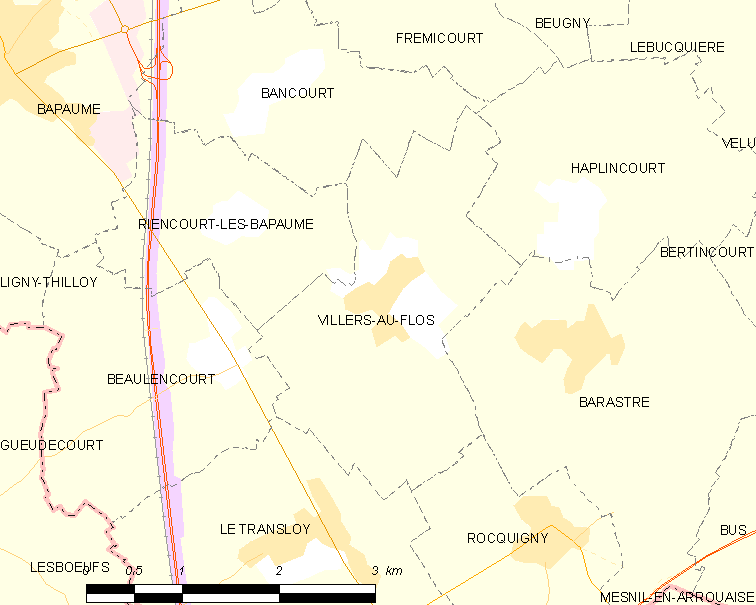
维莱欧弗洛的OSM定位图

维莱欧弗洛的时区为UTC+01:00、UTC+02:00（夏令时）。

## 行政
维莱欧弗洛的邮政编码为62450，INSEE市镇编码为62855。

## 政治
维莱欧弗洛所属的省级选区为巴波姆县。

## 人口

1962-2008年间维莱欧弗洛人口变化图示

维莱欧弗洛于2022年1月1日时的人口数量为243人。